# Gracze (film 1995)
Gracze – polski film sensacyjny z 1995. Był kręcony w Warszawie i Gdańsku.
Akcja filmu rozgrywa się w 1990, podczas kampanii wyborczej do wyborów prezydenckich 1990.

## Fabuła
Jan Gracz jest reżyserem filmowym, prowadzącym kampanię telewizyjną Lecha Wałęsy, faworyta wyborów prezydenckich w Polsce. W ostatniej chwili pojawia się groźny kontrkandydat ówczesny premier Tadeusz Mazowiecki. Sztab Wałęsy zatrudnia do pomocy Chris O’Callaghan, która ma doświadczenie w prowadzeniu tego typu kampanii w Stanach Zjednoczonych. Początkowo głównym przeciwnikiem sztabu Wałęsy jest sztab Mazowieckiego. Gracz w celu dyskredytacji przeciwnika podsyła im swoją byłą żonę – Grażynę, aby przekazywała mu informację ze sztabu premiera. Z kolei wspierający Tymińskiego mafiozi chcą pozbyć się Wałęsy, zabijając go.
Podczas wieczoru wyborczego na polecenie Gracza ekipa telewizyjna wyłącza wóz transmisyjny w Gdańsku, relacjonujący wydarzenia ze sztabu wyborczego Wałęsy. Działanie to ma na celu dyskredytację ekipy Mazowieckiego, tak aby wyglądało to na cenzurę kojarzącą się z władzą komunistyczną. Do drugiej tury przechodzą jednak Lech Wałęsa i Stan Tymiński.
Podczas kampanii wyborczej Gracz postanawia upozorować zamach na Wałęsę i oskarżyć o to sztab Tymińskiego. W tym celu aranżuje materiał, w którym kandydat ma zostać ranny podczas wchodzenia do budynku Solidarności w Gdańsku. Wałęsę zastępuje jego sobowtór Godlewski. Podczas próbnego kręcenia materiału aktor ginie od strzału snajpera. W życiu Gracza widać coraz większe napięcie pomiędzy nim a Chris O’Callaghan oraz nim a Grażyną. Chris wyjeżdża po materiały na Tymińskiego. Gracz ich jednak nie ogląda. Po zamachu na sobowtóra Wałęsy reżyser wraca do byłej żony. Podczas wieczoru wyborczego okazuje się, że Wałęsa wygrał dużą przewagą wybory. Gracz oddaje mu list napisany przez Godlewskiego.

## Obsada
- Janusz Józefowicz – Jan Gracz
- Renee Coleman – Chris O’Callaghan
- Małgorzata Pieczyńska – Grażyna
- Antoni Ostrouch – Azar
- Marek Probosz – Witek Potocki
- Krzysztof Zaleski – komisarz Kramer
- Marian Opania – Wacha
- Lech Łotocki – Mondry
- Bronisław Wrocławski – Stockman
- Mirosław Zbrojewicz – Misza
- Janusz Nowicki – Kotaban
- Wojciech Kobiałko – członek sztabu wyborczego Wałęsy
- Mirosław Kowalczyk – członek sztabu wyborczego Wałęsy
- Cezary Domagała – asystent Potockiego
- Jacek Borcuch – policjant, podwładny Kramera
- Jacek Różański – realizator TV współpracujący z graczem
- Jarosław Boberek – taksówkarz na Okęciu
- Robert Czebotar – Leszek